# Kosciusko
Kosciusko és una població dels Estats Units a l'estat de Mississipi. Segons el cens del 2000 tenia 7.372 habitants.

## Demografia
Segons el cens del 2000, Kosciusko tenia 7.372 habitants, 2.885 habitatges, i 1.906 famílies. La densitat de població era de 377,5 habitants/km².
Dels 2.885 habitatges en un 31,7% hi vivien nens de menys de 18 anys, en un 40,2% hi vivien parelles casades, en un 21,9% dones solteres, i en un 33,9% no eren unitats familiars. En el 31,2% dels habitatges hi vivien persones soles el 17,5% de les quals corresponia a persones de 65 anys o més que vivien soles. El nombre mitjà de persones vivint en cada habitatge era de 2,43 i el nombre mitjà de persones que vivien en cada família era de 3,04.
Per edats la població es repartia de la següent manera: un 26,2% tenia menys de 18 anys, un 9,5% entre 18 i 24, un 23,9% entre 25 i 44, un 19,8% de 45 a 60 i un 20,6% 65 anys o més.
L'edat mediana era de 37 anys. Per cada 100 dones de 18 o més anys hi havia 77,1 homes.
La renda mediana per habitatge era de 21.737 $ i la renda mediana per família de 29.000 $. Els homes tenien una renda mediana de 27.423 $ mentre que les dones 16.487 $. La renda per capita de la població era de 13.478 $. Entorn del 20,9% de les famílies i el 24,2% de la població estaven per davall del llindar de pobresa.

## Poblacions més properes
El següent diagrama mostra les poblacions més properes.